# Okręg wyborczy Preston South
Okręg wyborczy Preston South powstał w 1950 r. i wysyłał do brytyjskiej Izby Gmin jednego deputowanego. Okręg obejmował południową część miasta Preston w hrabstwie Lancashire. Został zlikwidowany w 1983 r.

## Deputowani do brytyjskiej Izby Gmin z okręgu Preston South
- 1950–1955: Edward Shackleton, Partia Pracy
- 1955–1964: Alan Green, Partia Konserwatywna
- 1964–1970: Peter Mahon, Partia Pracy
- 1970–1974: Alan Green, Partia Konserwatywna
- 1974–1983: Stanley Thorne, Partia Pracy